# Josef Selbach
Josef Wilhelm Selbach (* 19. März 1915; † 25. Januar 2010) war ein deutscher Verwaltungsjurist.

## Leben
Nach dem Studium der Rechtswissenschaften war Selbach von 1948 bis 1950 am Amtsgericht Baden-Baden tätig. Woraufhin die Tätigkeit als Hilfsrichter beim Landgericht Offenburg folgte. Seit 1950 war Selbach beim Bundeskanzleramt und dort von 1952 bis 1963 Leiter des Kanzlerbüros, zuletzt im Amt eines Ministerialdirektors. 1963 war er Persönlicher Referent des Bundeskanzlers Konrad Adenauer. Hernach war er bis 1969 Leiter des Büro des Alt-Bundeskanzlers Adenauer. Als Nachfolger von Georg Bretschneider war Selbach von 1969 bis 1983 Vizepräsident des Bundesrechnungshofes und stellvertretender Vorsitzender des Bundespersonalausschusses.

## Auszeichnungen (Auswahl)
- 1969: Verdienstkreuz 1. Klasse
- 1973: Großes Verdienstkreuz
- 1976: Großes Verdienstkreuz mit Stern